# Kamaz BPM-97 ''Vystrel''
El Kamaz BPM-97 (en ruso: Выстрел; Boyevaya Pogranichnaya Mashina - "Vehículo de Combate de la Guardia de Fronteras") o Vystrel (disparo de escopeta en el argot ruso), es un vehículo blindado ruso de transporte de personal, y es la designación  militar para el KAMAZ 43269 Vystrel. Es un vehículo todo terreno blindado, de tracción 4x4. En sus primeros prototipos se produjo únicamente dos unidades, con otras ya producidas y equipadas con diferentes torretas, como la montada sobre el BTR-80A. El vehículo está basado en el camión Kamaz 4326 y se cree que la elección del nombre surge de las sugerencias del diseño surgido para la Guardia Fronteriza de Rusia. La última versión del vehículo ha sido construido con blindaje a prueba de balas, inclusive en sus ventanas; pero sin armamento instalado en la torreta. Se sabe que hay órdenes de producción hechas por Kazajistán y por el Comando de Tropas de Protección del Ministerio del Interior de Rusia, en el Servicio Federal de Ejecución de Penas de Rusia  y el EMERCOM.

## Historia
El desarrollo se inicia en el año de 1997 por la iniciativa del alto mando del (en ruso: Federal Pogransluzhby, (Guardia Federal de Fronteras) el sr. Andrei Nikolaev. Dicho vehículo era hecho a solicitud para el reemplazo del transporte principal de los guardias, el ya vetusto GAZ-66. Pero después de una lucha ante el gobierno central por los fondos para este necesario proyecto, que se retrasaría debido a una acuciante escasez de recursos en 1998 y después de las largas dilaciones del proyecto finalmente fue detenido. En el orden de reducir el costo del desarrollo y ante la ausencia de pedidos del gobierno, los primeros prototipos fueron vendidos a contratistas civiles y a otras compañías del ramo. El vehículo blindado se usó para el transporte de explosivos, valores, y dinero. Pero en el año 2005 y después de una asignación presupuestaria, algunos carros serían vendidos al Ministerio del Interior de Kazajistán y al del Ministerio del Interior de Azerbaiyán. La producción del "Vystrel" esta actualmente en marcha en la planta JSC "Remdizel" en Naberezhnye Chelny, Rusia, en donde el chasis del camión KAMAZ 4326 y la carrocería blindada son integrados.

## Descripción
El casco está construido de placas de aleación de aluminio soldadas, En la zona superior del mismo la estructura puede soportar los impactos directos de armas 12.7x108mm disparados desde una ametralladora NSVT a una distancia de 300 metros, la parte baja del chasis puede soportar impactos de armas de calibre 7,62 x 39 y del calibre 7.62x54mmR y disparados desde rifles SVD a distancias de 30 m.
El vehículo está divido en los compartimientos del motor y de la tripulación en áreas separadas. La carrocería dispone de puertas laterales y traseras, aparte de portezuelas en el techo para su evacuación y/o salida.

### Armamento
El armamento que se le puede instalar es muy variado, al BPM-97 se le monta de serie un piñón o una torreta en donde se equipa una ametralladora Pecheneg calibre 7.62 mm, o una ametralladora Kord calibre 12.7mm, y si es del caso en el pedido una una KPVT calibre 14.5 mm. en una torreta similar a la montada en el BTR-80, y una combinación en la torreta de equipos de visión junto a un cañón calibre 30 mm y junto a un lanzagranadas de calibre 30 mm AGS-30 automático.

## Usuarios

### Actuales
- Rusia
- Azerbaiyán
- Kazajistán

### Posibles usuarios
- Chile[2]

### Desarrollos relacionados
- GAZ-66

### Vehículos similares
- LOV APC
- Véhicule de l'Avant Blindé
- M1117
- Bravia Chaimite
- Komatsu LAV